# Dolina Skvoznaja
Dolina Skvoznaja (englische Transkription von russisch Долина Сквозная Dolina Skwosnaja, deutsch ‚Kreuztal‘) ist ein Tal in den Prince Charles Mountains des ostantarktischen Mac-Robertson-Lands. Es liegt an der Nordostseite des Murray Dome in den Amery Peaks.
Russische Wissenschaftler benannten es.